# 上田薫 (教育学者)
上田 薫（うえだ かおる、1920年（大正9年）5月17日 - 2019年10月1日）は、日本の教育学者。東京教育大学教授、立教大学教授、都留文科大学学長を務めた。「社会科の初志をつらぬく会」名誉会長。

## 人物
大阪府にて出生。兵庫県の旧制中学校から、旧制武蔵高等学校を経て京都帝国大学文学部哲学科に進むが、1943年12月に仮卒業となり学徒出陣し、南京に送られる。敗戦により国民党軍の捕虜になった後、1946年1月日本に帰国した。1946年9月に文部省に入省し、新教育の小学校社会科の学習指導要領と教科書の作成にあたった。続いて「道徳教育のための手引書要綱」を作る。
1951年9月名古屋大学教育学部、東京教育大学教育学部、立教大学文学部で教員生活を送り、最後は都留文科大学学長を務めた。長く信濃教育会教育研究所所長を兼任。
教育哲学、教育方法学を研究、講義しつつ、この間一貫して教育現場の研究実践にかかわり続けた。
旧制中学の同年生は、「小柄な方のやせ型でおとなしい勤勉な印象であり、ゴム毬野球は名手であった」と書いている。
2019年10月1日、老衰で死去。99歳没。

## 家族
西田幾多郎の長女・弥生の長男であり、父操は裁判官であった。『西田幾多郎歌集』（岩波文庫）を編集している。
千輪浩は義父。三女春野が夫人である。

## 主著
- 『教育をゆがめるものはなにか』国土社 1986年
- 『人間の生きている授業』黎明書房 1986年
- 『人間その光と影 - やわらかさを育てる - 』黎明書房 1987年
- 『未来にいかなる光を - 重さとさわやかさに培う - 』黎明書房 1988年
- 『教師も親もまずわが足もとを見よ - 人間観の変革 - 』金子書房 1989年
- 『人間のための教育』国土社 1990年
- 『ずれによる創造 人間のための教育 』黎明書房 1993年
- 『人が人に教えるとは - 21世紀はあなたに変革を求める - 』医学書院 1995年
- 『よみがえれ教師の魅力と迫力』玉川大学出版部 1999年
- 『子どものなかに生きた人間を見よ - 教育低迷克服の道 - 』国土社 1999年
- 『私はいつまで生きていていいのか』亜紀書房 2005年

『上田薫著作集』（全15巻）、黎明書房、1992年～1994年
- 『（上田薫著作集1）知られざる教育 - 抽象への抵抗 - 』1992年
- 『（上田薫著作集2）人間形成の論理』1993年
- 『（上田薫著作集3）ずれによる創造 - 人間のための教育 - 』1992年
- 『（上田薫著作集4）絶対からの自由 - 教育の根本問題 - 』1993年
- 『（上田薫著作集5）個を育てる力』1994年
- 『（上田薫著作集6）道徳教育論』1992年
- 『（上田薫著作集7）哲学と人間（付・信州教育論）』1993年
- 『（上田薫著作集8）戦後新教育の挑戦』1993年
- 『（上田薫著作集9）系統主義とのたたかい』1993年
- 『（上田薫著作集10）社会科と人間回復』1994年
- 『（上田薫著作集11）林間抄』1992年
- 『（上田薫著作集12）教師と授業・続林間抄』1993年
- 『（上田薫著作集13）人間のための教育・社会科とその出発』1994年
- 『（上田薫著作集14）教育は立ちなおれるか・層雲』1994年
- 『（上田薫著作集15）教育をよみがえらせるもの』1994年

『上田薫社会科教育著作集』（全5巻）明治図書出版 1978年
- 『（上田薫社会科教育著作集1）』1978年
- 『（上田薫社会科教育著作集2）人間形成論序説』1978年
- 『（上田薫社会科教育著作集3）系統主義とのたたかい』1978年
- 『（上田薫社会科教育著作集4）徳目主義との対決』1978年
- 『（上田薫社会科教育著作集5）教育の革新と人間回復』1978年

## 論文
- 上田薫「問題基底作業単元」『社会科教育』第14号、社会科教育研究社、1948年9月、9-12頁、NAID 40001629218。
- 上田薫「社会科に於ける考え方--補説にさきだつもの」『社会科研究』第1巻第3号、精神文化学会、1948年11月、5-10頁、NAID 40001633484。
- 上田薫「社会科とコア・カリキュラム--社会科単元設定の基底」『教育技術』第3巻第12号、小学館、1949年3月、36-37頁、ISSN 09110518、NAID 40000695148。
- 上田薫「社会科の単元展開について--指導上の一助言」『社会科教育』第24号、社会科教育研究社、1949年9月、11-14頁、NAID 40001629266。
- 上田薫「如何にして単元の展開を深めるか」『ガイダンス』第1巻第7号、黎明書房、1949年11月、2-7頁、NAID 40000383174。
- 上田薫「道徳教育のための手引書要綱の性格」『文部時報』第886号、ぎょうせい、1951年6月、39-44頁、ISSN 09169830、NAID 40003658368。
- 上田薫「人間形成における経験主義」『学習研究』第63号、奈良女子大学、1952年8月、2-13頁、ISSN 09116117、NAID 110008719721。
- 上田薫「社会科改造論の弱点」『教育技術』第8巻第3号、小学館、1953年6月、18-21頁、ISSN 09110518、NAID 40000695616。
- 上田薫「10. 児童の労働に対する理解発達について : 社会科の目標の具体化に関する研究」『日本教育学会大會研究発表要項』第13巻、日本教育学会、1954年、56頁、doi:10.11555/taikaip.13.0_56_2、NAID 110001172542。
- 上田薫「社会科の本質追求とその前進」『実際家のための教育科学』第1巻第10号、二葉、1954年、10-19頁、NAID 40001569485。
- 上田薫「新しい論理への考察-広岡亮蔵氏の批判にこたえる-」『教育学研究』第26巻第2号、日本教育学会、1959年、149-155頁、doi:10.11555/kyoiku1932.26.149、ISSN 0387-3161、NAID 130003562711。
- 上田薫「教育哲学の使命」『教育学研究』第27巻第2号、日本教育学会、1960年、91-99頁、doi:10.11555/kyoiku1932.27.91、ISSN 0387-3161、NAID 130003423926。
- 上田薫, 鈴木順子「教育学における論理の問題」『日本教育学会大會研究発表要項』第21巻、日本教育学会、1962年、8-11頁、doi:10.11555/taikaip.21.0_8、NAID 110001168587。
- 上田薫「教育の実存的性格」『日本教育学会大會研究発表要項』第26巻、日本教育学会、1967年、119頁、doi:10.11555/taikaip.26.0_119、NAID 110001168973。
- 上田薫「創造性を高める教育」『児童心理』第21巻第5号、金子書房、1967年4月、1-14頁、ISSN 0385826X、NAID 40001587279。
- 奥平康照「系統的知識と教育 : ある経験主義教育論についての批判的覚えがき」『人文研究』第20巻第4号、1968年、331-339頁、doi:10.24544/ocu.20180417-033、ISSN 0491-3329、NAID 120006005106。
- 上田薫「自信喪失とその教育--「自信喪失時代」における教育」『児童心理』第22巻第1号、金子書房、1968年1月、24-31頁、ISSN 0385826X、NAID 40001587480。
- 小林哲也, 寺崎昌男, 大田堯, 稲垣忠彦, 上田薫, 沖原豊「日本の教育改革をどう考えるか」『教育学研究』第52巻第1号、日本教育学会、1985年、1-10頁、doi:10.11555/kyoiku1932.52.1、ISSN 0387-3161、NAID 130003424095。
- 上田薫「教育改革における教育哲学の使命」『教育哲学研究』第1986巻第53号、教育哲学会、1986年、27-30頁、doi:10.11399/kyouikutetsugaku1959.1986.27、ISSN 0387-3153、NAID 130003659590。
- 上田薫「授業における哲学」『教育哲学研究』第1987巻第55号、教育哲学会、1987年、1-3頁、doi:10.11399/kyouikutetsugaku1959.1987.1、ISSN 0387-3153、NAID 130003446624。
- 上田薫「政治と教育のあいだ」『教育学研究』第55巻第3号、日本教育学会、1988年、213-219頁、doi:10.11555/kyoiku1932.55.213、ISSN 0387-3161、NAID 130003563799。
- 上田薫「教師としての成長:―人間への理解の大切さ―」『日本教師教育学会年報』第2巻、日本教師教育学会、1993年、6-17頁、doi:10.32292/jsste.2.0_6、ISSN 1343-7186、NAID 130007945990。
- 上田薫「子どもが誇りにできる教師 (好かれる先生・嫌われる先生)」『児童心理』第51巻第12号、金子書房、1997年8月、3-14頁、ISSN 0385826X、NAID 40001582628。
- 上田薫「コミュニティーと経済効率性:その準備的考察」『南山経済研究』第16巻第3号、南山大学経済学会、2002年3月、259-270頁、ISSN 09126139、NAID 40004625366。

## 参考
- 小渕朝男「上田薫の道徳教育思想」『二松学舎大学論集』第56号、二松学舎大学文学部、2013年、69-84頁、ISSN 0286-7206、NAID 120006645021。
- 乙訓稔「上田薫の社会科教育の理念」『実践女子大学生活科学部紀要』第48号、2011年3月、39-51頁、NAID 120005553292。